# Alexina Crespo
Alexina Lins Crêspo de Paula ou simplesmente Alexina Crespo (1926 - 14 de novembro de 2013) foi uma trabalhadora rural, guerrilheira e ativista brasileira que fui uma das lideranças das Ligas Camponesas que aderiu a luta armada durante a Ditadura Militar de 1964.

## Biografia
Nascida em uma família tradicional católica de Pernambuco, mas que nutria simpatia por Luiz Carlos Prestes, Alexina Crespo se casou em 1943 com o advogado Francisco Julião, um dos líderes das Ligas Camponesas que veio a se tornar deputado federal, casamento que gerou 4 filhos: Anatilde, Anatailde, Anatólio e Anacleto.
Em 19 de março de 1949, Alexina Crespo foi uma das principais articuladoras da fundação da União Feminina de Pernambuco (UFP), entidade na qual ela se tornou a primeira presidente. A UFP tinha como objetivo institucional a defesa dos direitos da mulher e da criança em Pernambuco.

### Militância nas Ligas Camponesas e no MRT
Ao lado de Francisco Julião, ela também militou nas Ligas Camponesas em Pernambuco em defesa da reforma agrária a partir da década de 1950, porém, diferentemente do marido, ela se envolveu com o Partido Comunista Brasileiro (PCB), vindo a assumir um posicionamento político mais radical à esquerda do próprio Francisco Julião, quando decidiu aderir à luta armada e passar à clandestinidade, diferente de Julião que possuía um posicionamento mais moderado.
No início da década de 1960, ela organizou junto com o militante Clodomir de Morais um acampamento das Ligas Camponesas em Dianópolis, na época situada no norte do estado de Goiás, onde depois se tornaria o estado de Tocantins, visando estruturar uma guerrilha rural que formaria o grupo Movimento Revolucionário Tiradentes (MRT).
Em 1963, ela se divorciou do esposo em razão da crescente divergência política entre ambos, mas continuou na liderança da organização campesina, onde ocupou o cargo de secretária nacional de formação das Ligas Camponesas, sendo uma das responsáveis pelas articulações no âmbito das relações internacionais desenvolvidas pela entidade, chegando a manter entendimentos de líderes como Fidel Castro e Mao Tsé-Tung.

### Clandestinidade e exílio
Poucos dias antes do golpe militar de 1964, ela viajou para Cuba, onde passou a receber treinamento de guerrilha e, em 1972, ela vai para o Chile, com o propósito de retornar ao Brasil, permanecendo na clandestinidade com o apoio do Partido Comunista Chileno.
No ano seguinte, após o golpe de estado decretado por Augusto Pinochet, teve sua filha presa na porta de casa e, então, passa a articular a soltura dela e a sobrevivência de seus outros filhos, enquanto se abrigava em embaixadas situadas na capital chilena, até ser presa, mas por intervenção do embaixador sueco Harold Edelstam, acabou conseguindo se exilar com sua família na Suécia, onde permaneceu até 1979, quando pode retornar ao Brasil, após a Lei de Anistia.

### Retorno ao Brasil
Após voltar do exílio, na década de 1980, ela fez parte o diretório estadual de um partido político em Pernambuco. Ela veio a óbito em 2013 por causas naturais.

## Filmes sobre sua história
Os principais filmes que narram sua história são:
- Memórias Clandestinas (2007) de Maria Thereza Azevedo;[2][3] e
- Alexina – Memórias de um Exílio (2012) de Claudio Bezerra e Stella Maris Saldanha.[2]